# Bob Gould
Pour les articles homonymes, voir Robert Gould (homonymie) et Gould.

a Compétitions nationales et continentales officielles uniquement.

b Matchs officiels uniquement.
Dernière mise à jour le 15 novembre 2013.
Robert Gould dit Bob Gould, né le 1er juillet 1863 à Newport et mort le 29 décembre 1931 à Nice, est un joueur gallois de rugby à XV ayant occupé le poste d'avant en sélection nationale.

## Biographie
Tout comme ses frères d'Arthur et de Bert, Bob Gould joue avec l'équipe du pays de Galles et pour le club de Newport RFC de 1879à 1889. Il joue également pour les London Welsh et le Richmond FC. Il est le capitaine du club gallois en 1886-1887. Il participe au premier match du pays de Galles dans le Tournoi, lors du Tournoi britannique de rugby à XV 1882-1883 le 16 décembre 1882. Harry, Gus et Wyatt sont trois autres frères qui ont joué pour Newport RFC.

## Statistiques en équipe nationale
- Onze sélections en équipe de Galles, de 1882 à 1887.
- Un capitanat
- Sélections par année : 2 en 1882, 1 en 1883, 3 en 1884, 2 en 1885, 1 en 1886, 2 en 1887.
- Participation à cinq tournois britanniques, en 1882-1883, 1884, 1885, 1886 et 1887.